# Territoris indígenes de Costa Rica
| Chorotegues Guatusos Huetars Cabécars | Bribris Térrabes Boruques Ngobes |

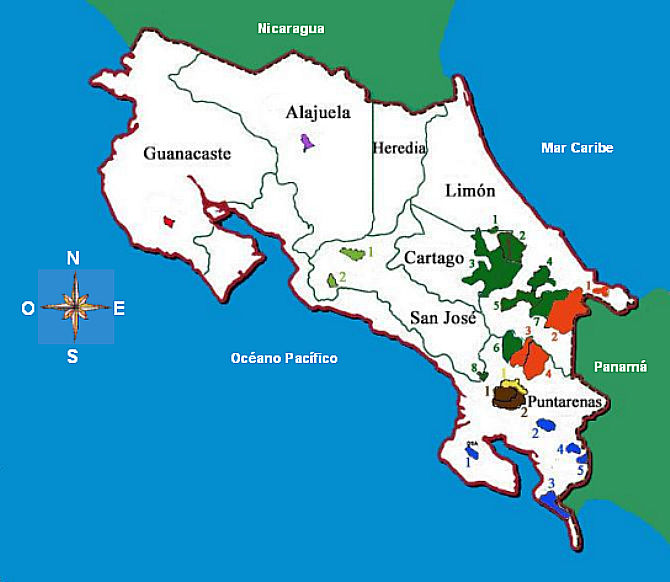
Chorotegues
Guatusos
Huetars
Cabécars
Bribris
Térrabes
Boruques
Ngobes

Els territoris indígenes de Costa Rica són, d'acord amb la Llei Indígena de 1977, els territoris tradicionals dels pobles considerats indígenes.
Per llei són terres lliurades per l'Estat i inscrites formalment a nom de les comunitats aborígens a perpetuïtat i no poden ser venudes, traslladades o reduïdes de cap manera, ni poden ser renunciades. En teoria la llei les dota d'autogovern i autonomia política i judicial on les autoritats nacionals i municipals no poden intervenir, no obstant això, en la pràctica, aquesta autonomia no sempre es compleix.
Si bé la llei de 1977 estipula que aquells no indígenes que tinguin propietats als territoris indígenes hauran de ser traslladats a costa de l'Estat o, de no desitjar la reubicació, ser expropiats i indemnitzats pel govern, en la pràctica això no sempre s'ha fet. Així mateix la llei estableix que qualsevol nou assentament no indígena als territoris posteriors a l'aplicació de la llei haurà de ser desallotjat per la força per les autoritats, això, novament, no sempre es compleix. Les tensions entre pobladors indígenes i no indígenes han provocat enfrontaments violents; bloquejos, cremes de ranxos habitats per indígenes i altres situacions que van implicar la intervenció del govern al territori de Salitre arran de la disputa per terres entre fincaires i propietaris d'ètnia blanca o mestissa i indígenes bribris.

## Territoris
Actualment existeixen 24 territoris indígenes de 8 ètnies formalment reconegudes per l'Estat.
| Territori            | Ètnia       | Cantons                       | Província                                       | Idioma            | Creació |
| Térraba              | Teribes     | Buenos Aires                  | Província de Puntarenas                         | castellà i teribe | 1956    |
| Guatuso              | Guatuso     | Guatuso i San Carlos          | Província d'Alajuela                            | castellà i maleku | 1977    |
| Kéköldi              | Bribris     | Talamanca                     | Província de Limón                              | Bribri i castellà | 1977    |
| Quitirrisí           | Huetars     | Mora                          | Província de San José                           | castellà          | 1979    |
| Matambú              | Chorotegues | Hojancha i Nicoya             | Província de Guanacaste                         | castellà          | 1980    |
| Abrojos Montezuma    | Ngobe       | Corredores                    | Província de Puntarenas                         | Ngäbere           | 1980    |
| Coto Brus            | Ngobe       | Coto Brus i Buenos Aires      | Província de Puntarenas                         | Ngäbere           | 1981    |
| Conte Burica         | Ngobe       | Golfito i Corredores          | Província de Puntarenas                         | Ngäbere           | 1982    |
| Ujarrás              | Cabécars    | Buenos Aires                  | Província de San José i Província de Puntarenas | Cabécar           | 1982    |
| Salitre              | Bribris     | Buenos Aires                  | Província de Puntarenas                         | Bribri i castellà | 1982    |
| Cabagra              | Bribri      | Buenos Aires                  | Província de Puntarenas                         | Bribri i castellà | 1982    |
| Tayní                | Cabécars    | Limón                         | Província de Limón                              | Cabécar           | 1984    |
| Telire               | Cabécars    | Talamanca                     | Província de Limón                              | Cabécar           | 1985    |
| Cabecar Talamanca    | Cabécars    | Talamanca                     | Província de Limón                              | Cabécar           | 1985    |
| Bribri Talamanca     | Bribris     | Talamanca                     | Província de Limón                              | Bribri i castellà | 1985    |
| Zapatón              | Huetars     | Puriscal                      | Província de San José                           | castellà          | 1986    |
| Osa                  | Ngobe       | Golfito                       | Província de Puntarenas                         | Ngäbere           | 1990    |
| Nairi-Awari          | Cabécars    | Turrialba, Matina i Siquirres | Província de Cartago i Província de Limón       | Cabécar           | 1991    |
| Bajo Chirripó        | Cabécars    | Turrialba i Limón             | Província de Cartago i Província de Limón       | Cabécar           | 1992    |
| Alto Chirripó        | Cabécars    | Turrialba i Matina            | Província de Cartago i Província de Limón       | Cabécar           | 1993    |
| Curré                | Boruques    | Buenos Aires                  | Província de Puntarenas                         | Boruca            | 1993    |
| Boruca               | Boruques    | Buenos Aires                  | Província de Puntarenas                         | Boruca            | 1993    |
| China Kichá          | Cabécars    | Pérez Zeledón                 | Província de San José                           | Cabécar           | 2001    |
| Altos de San Antonio | Ngobe       | Golfito                       | Província de Puntarenas                         | Ngäbere           | 2001    |